# Alfabet śląski Steuera

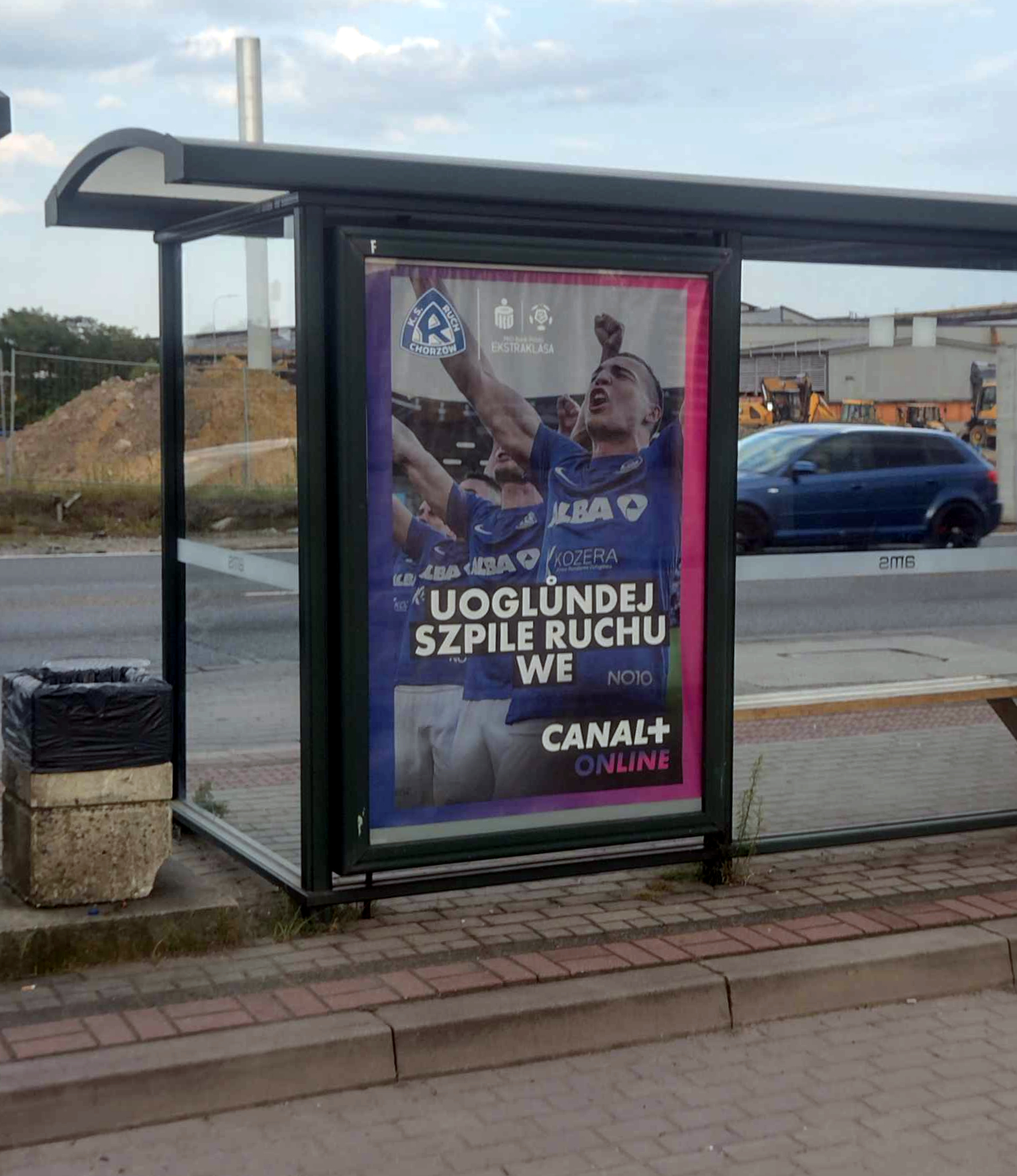
Reklama po śląsku w alfabecie Steuera

Alfabet śląski Steuera, ortografia Steuera (śl.: Steuerowy szrajbōnek, w zapisie własnym: Steuerowy szrajbůnek, pot. sztojer) – zmodyfikowany alfabet łaciński stworzony w okresie międzywojennym przez doktora Feliksa Steuera, służący początkowo do zapisu dialektu sułkowskiego, a w XXI wieku w swej zmodyfikowanej wersji stanowił propozycję ortografii skodyfikowanego języka śląskiego. Wyszedł z użytku w 2024 roku. Alfabet ten składał się z 30 znaków:
| A a | B b | C c | Ć ć | D d | E e |
| F f | G g | H h | I i | J j | K k |
| L l | Ł ł | M m | N n | Ń ń | O o |
| P p | R r | S s | Ś ś | T t | U u |
| Ů ů | W w | Y y | Z z | Ź ź | Ż ż |

oraz dziesięciu dwuznaków:
AU, CH, CZ, DZ, DŹ, DŻ, EU OU, RZ, SZ, UO.
Litera ů została wprowadzona przez Steuera na oznaczenie (niewystępującej w języku polskim jako fonem) samogłoski półprzymkniętej tylnej zaokrąglonej (/o/). Dwuznaki au (w oryginalnym wariancie Steuera), eu oraz ou były używane, aby oddać wymowę kontynuanta dawnego a pochylonego na Śląsku zachodnim (ou na większości zachodniego Górnego Śląska, au na południowym zachodzie, m.in. w Sulkowje, eu w okolicach Chrzelic). 
Proteza u- przed o oznaczała prelabializacyjną wymowę krótkiego [w] przed każdym nagłosowym o. Charakterystyczną cechą alfabetu Steuera, odróżniającą go od polskiej grafii oraz większości propozycji zapisu śląskiego, np. ćymny (por. ślab. ciymny, pol. ciemny), wźůńś (ślab. wziōnś, pol. wziąć). Inne spółgłoski, historycznie zmiękczone, dzisiaj najczęściej wymawiane asynchronicznie, zapisywane były z j, np. bjoły (ślab. bioły, pol. biały), pjełůn (ślab. piełōn, pol. piołun).
Współcześnie wprowadzoną do ortografii Steuera zmianą było użycie apostrofu dla skróconych form czasownika, np. wźůn'ech (od wźůn żech).
W Steuerowym zapisie mowy śląskiej powstały m.in. dzieła Feliksa Steuera: Ostatńi gwojźdźaurz (1934), Z naszej źymjy ślůnskej (1934) oraz tomik poezji Karola Gwoździa Myśli ukryte (2010) i wybór poezji Petra Murianki w przekładzie Bartłomieja Wanota (Bartłůmjeja Wanota) Łymkowsko duszyczka (2022).
Na bazie alfabetu Steuera powstał również alfabet stworzony przez Aleksandrę Wencel dla potrzeb dialektu z okolic Opola, został jednak rozbudowany m.in. o cztery litery dla samogłosek nosowych. 
Po utworzeniu alfabetu ślabikorzowego w 2009 roku tracił na znaczeniu. Ostatnie środowisko, które go używało, przeszło na alfabet ślabikorzowy w 2024 roku.